# Parque 3 de Febrero

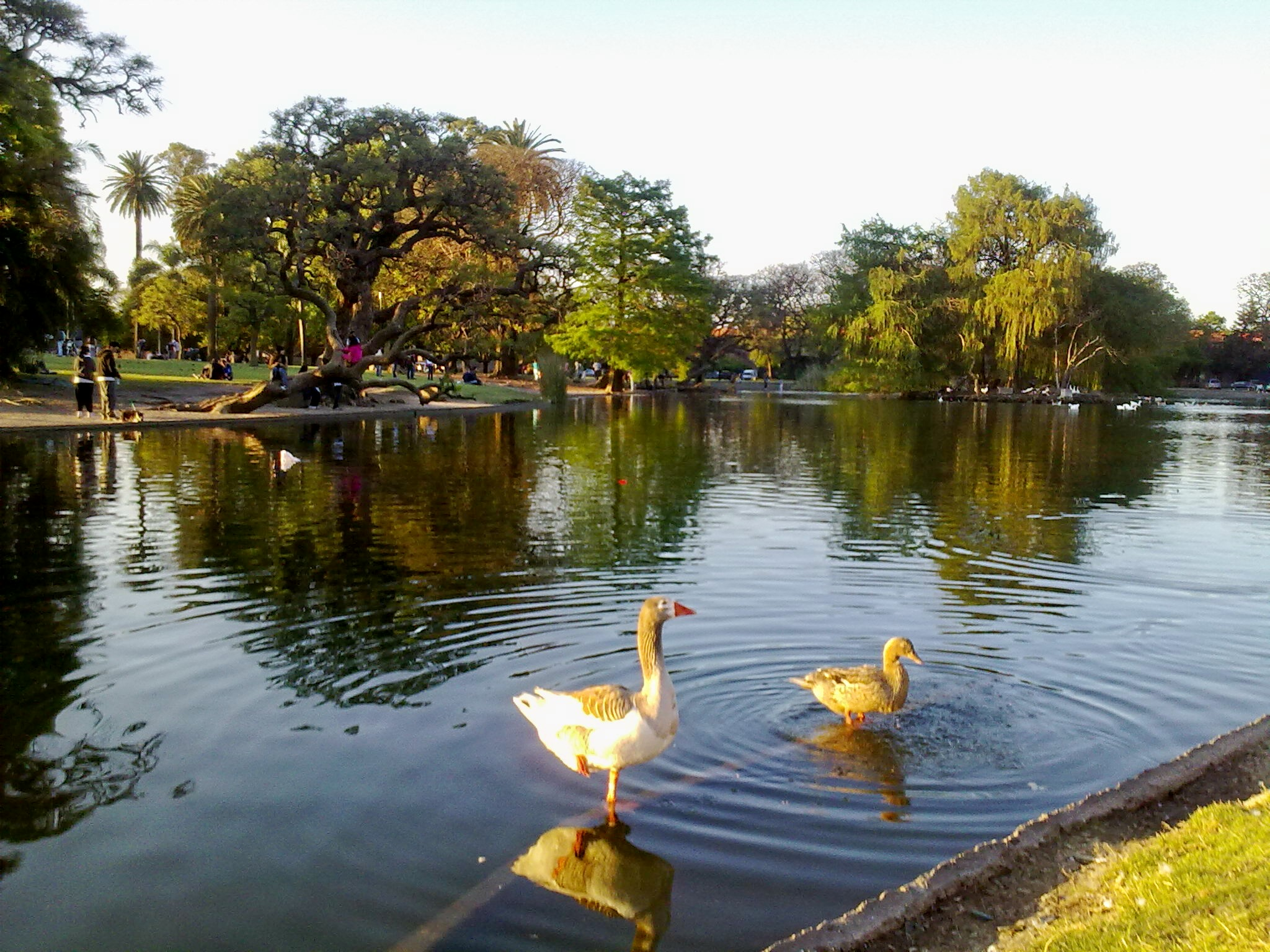
Uno de los lagos del Parque.

El parque Tres de Febrero, conocido popularmente como los Bosques de Palermo, es un conjunto de parques ubicado en el barrio de Palermo, en Buenos Aires, Argentina. Destaca por sus arboledas, lagos y rosedal, que conforman la zona verde más popular de la ciudad y en cuya ampliación y diseño colaboró el paisajista Carlos Thays.

## Historia

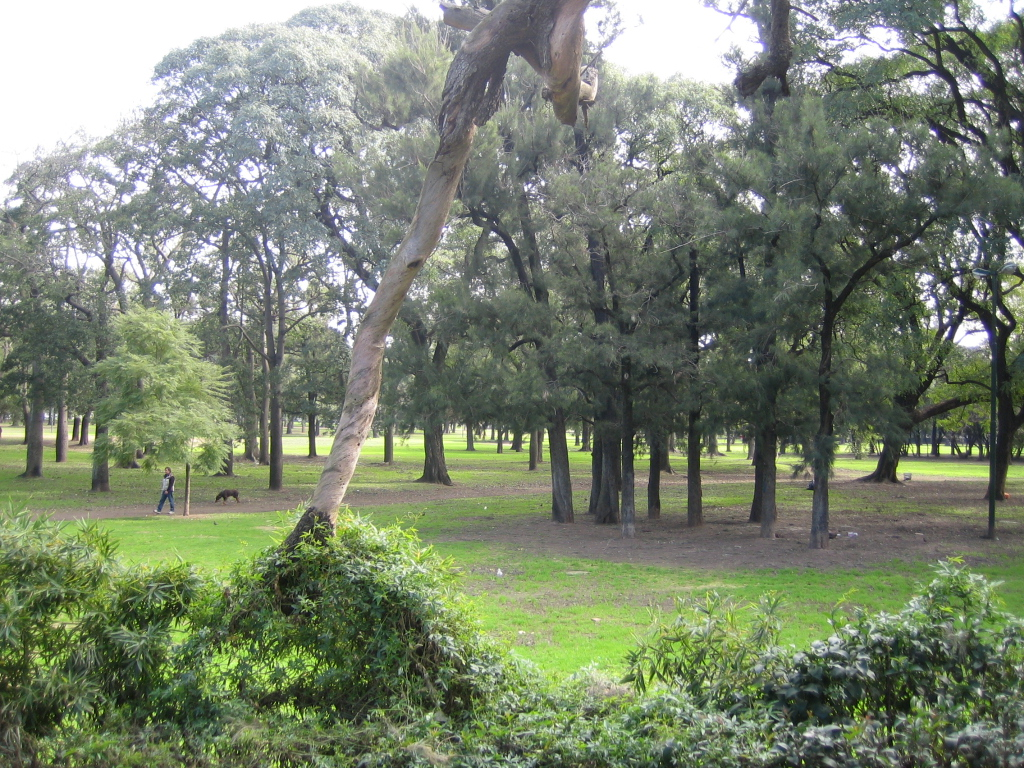
Bosque donde se encuentra el Jardín Japonés de Buenos Aires.

### El origen del nombre "Palermo"

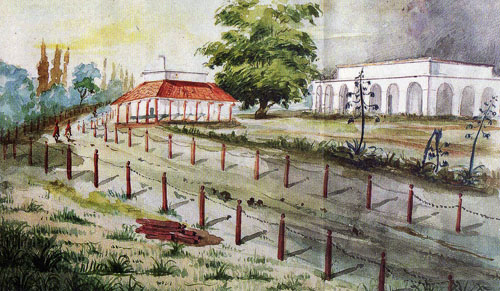
Juan Manuel de Rosas fue dueño de los terrenos hasta 1852, y su casona sobrevivió hasta 1899 como Colegio Militar de la Nación.

La historia de los extensos terrenos del parque se remonta a la fundación de Buenos Aires en 1580, cuando Juan de Garay repartió las tierras en las afueras del pueblo original para instalar chacras. El primer poblador de los terrenos que hoy forman parte del parque fue el capitán Doménico, que había castellanizado su nombre italiano como Domingo y luego como Domínguez, agregándole el gentilicio de su ciudad de origen, Palermo, con lo cual pasó a llamarse Juan Domínguez Palermo, y a la zona de sus tierras se la conocía por "Palermo".
El 22 de diciembre de 1808 se creó el Partido de Palermo, que fue perdiendo tierras y quedó reducido al área entre la actual avenida  Scalabrini Ortiz y el barrio de Recoleta.

### La época de Rosas
Cuando Juan Manuel de Rosas fue nombrado gobernador de Buenos Aires (1829-1832, 1835-1852), compró numerosos terrenos en la zona, hasta tal punto que fue la mayor concentración de propiedades que hasta ese momento tenía la ciudad, de aproximadamente 540 ha. Decidió entonces construir allí una villa rodeada de terrenos, mezcla de naturaleza del lugar y europea. Mantuvo el trazado reticular y la arquitectura de tradición hispana, pero a su vez buscó dar visibilidad y transparencia a sus actos en jardines de libre acceso. Los terrenos eran hasta entonces de naturaleza inhóspita, pues la tierra cerca de la costa no era buena. El terreno era llano, pero con depresiones en las que se formaban pequeñas lagunas y embalses. Entre estas depresiones hay una que aún subsiste, en la avenida del Libertador y avenida Sarmiento, que fue aprovechada por Rosas para construir un estanque navegable frente a su residencia (conocida como "caserón de Rosas)", un canal artificial para pasear en bote y un jardín zoológico con animales autóctonos de la región, para disfrute personal. Dicho caserón se situaba en la esquina este del actual cruce de las Avenidas Sarmiento y del Libertador.
Para solucionar los problemas de permeabilidad del suelo se agregó abono sobre tosca, combinándola con un sistema de rápido drenaje. Se evitó violentar la naturaleza, para no romper la idea de bañado, de costa de río. Si bien los caminos, canales y plantaciones se ejecutaron en líneas rectas, esto no fue así en algunas áreas como el Jardín de las Piletas, donde se dispusieron fuentes, flores, una glorieta, aves y jaulas de animales. Los canales y la red vial se utilizaron tanto para circulación como para esparcimiento.
El sector en que se hallaba el caserón estaba atravesado por dos zanjones y por el arroyo Manso (que corría por donde hoy se encuentra la calle Austria, aproximadamente) y un ramal artificial de unos 2 kilómetros que unía este arroyo por el camino de acceso hasta un extenso naranjal y hacia el norte con el caserón. Había dos caminos paralelos separados por este canal principal, uno era de paseo, privado, y el otro era el carretero, público, y desde el zanjón de Rosas (actual calle Ugarteche) se desviaban ligeramente de manera que el de paseo llegaba al caserón y el otro, en lo que hoy es la calle República de la India, se desplazaba hasta desembocar en la Maestranza, construcción que era utilizada para los servicios del caserón y que se encontraba frente a este, en donde hoy se alza el Monumento a Rosas. En medio de los dos paseos quedaba un área verde con el estanque y el baño de Manuelita Rosas, la hija del gobernador. Otro camino importante, transversal al río, era la avenida de los Sauces, actual Sarmiento. El canal era atravesado por varios puentes de alto peralte para que pasase por él un vapor y al llegar al Caserón se formaba un estanque artificial, desde donde partía una carretera única hasta el arroyo Maldonado.

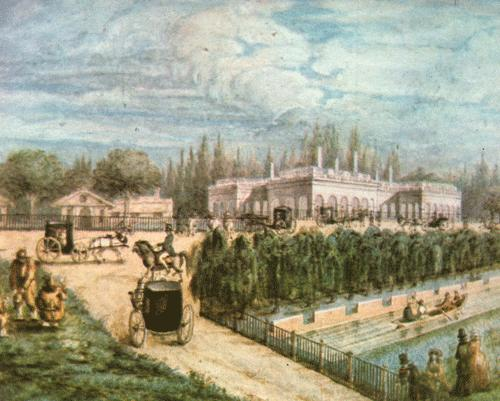
Óleo (Carlos Sívori, 1850) que ilustra el Caserón de Rosas con su estanque artificial.

Además existían otras instalaciones relacionadas, como la mencionada Maestranza, que sobrevivió por muchos años al caserón, y una serie de talleres y galpones destinados a obraje, caballería, guarda de semillas, veterinarios, la cocina, y hasta un teatro.
El diseño del gran camino para el acceso al caserón y las obras paisajísticas se cree que fueron planeadas por el italiano Nicolás Descalzi y ejecutadas por Miguel Cabrera. Tal vez haya sido el primero quien además rectificó y canalizó hasta su desembocadura el arroyo Manso, arroyo del cual Rosas había hecho derivar agua hasta el estanque. Numerosos puentes cruzaban ahora el canal por el que corría.

### La caída de Rosas
Con la expulsión de Rosas del poder luego de la batalla de Caseros, librada el 3 de febrero de 1852, sus propiedades fueron expropiadas después de largos litigios y pasaron a manos del Estado. Siguió entonces un largo período de transición para definir el uso definitivo del lugar.
El 15 de abril de 1858 se inauguró la primera exposición de industria y agricultura, con pocos animales y una única máquina.
En 1864 se instaló el Buenos Aires Cricket Club en el solar actualmente ocupado por el Planetario Galileo Galilei. Fue allí donde el 29 de junio de 1867 se jugó el primer partido de fútbol con equipos preseleccionados. El club se mantuvo en ese lugar hasta 1950, en que se trasladó a Don Torcuato. Dos años antes el solar fue declarado Monumento Histórico nacional mediante decreto del presidente Juan Domingo Perón.

### Su creación por Sarmiento

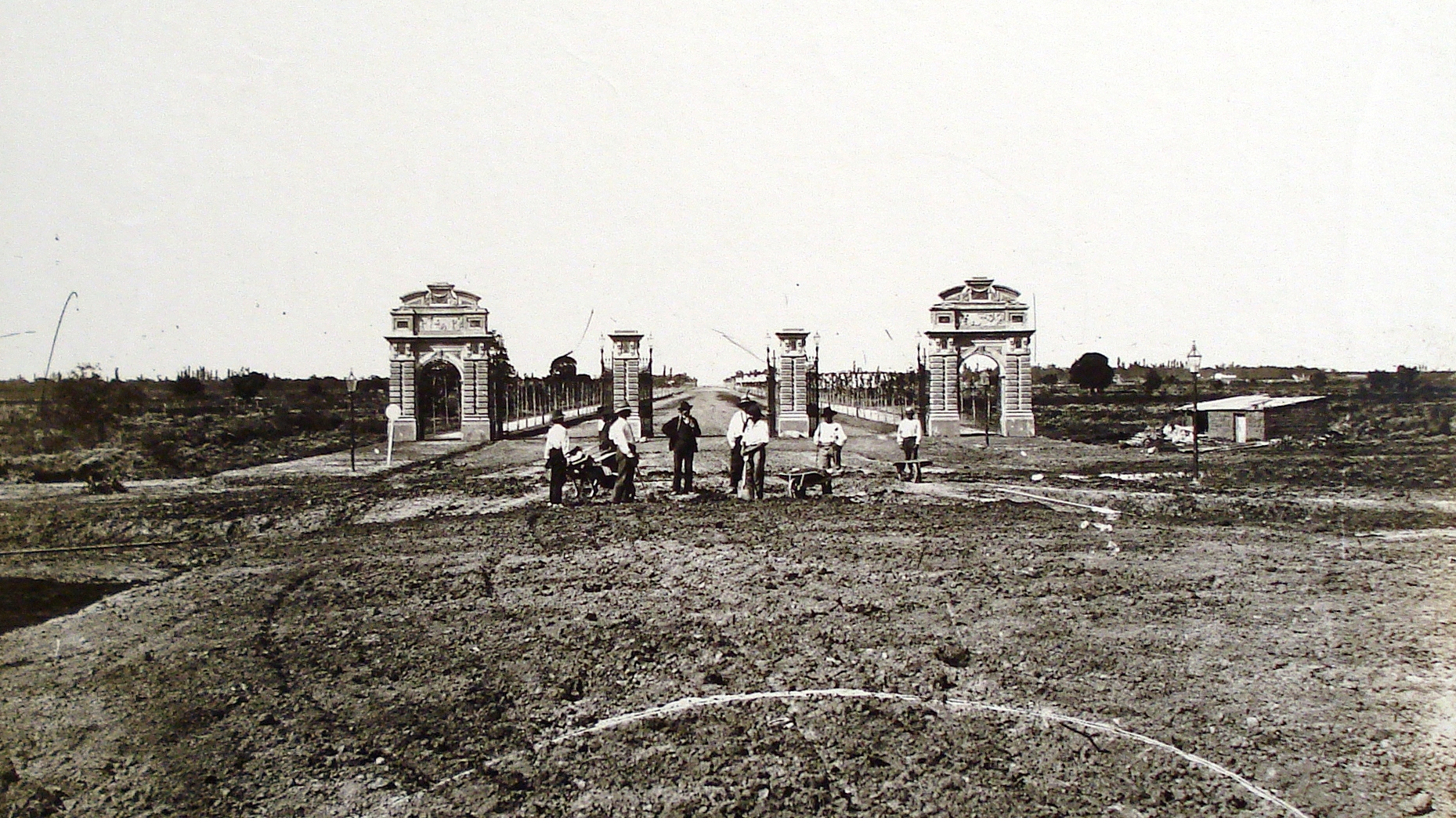
Los Portones de Palermo marcaron la entrada al parque de 1875 a 1917.

Entre 1865 y mayo de 1868 el conjunto principal del edificio que había sido hecho construir por Rosas se utilizó para la formación de oficiales del ejército. En 1870, se designó el lugar como cuartel del Colegio Militar de la Nación. Como en 1892 el colegio se retiró a la localidad de San Martín, el sitio fue ocupado al año siguiente por la Escuela Naval, que estuvo allí seis años.
Se barajaron varios proyectos durante los siguientes veinte años, mientras se consolidaba lentamente el Estado Nacional, y el Poder Ejecutivo recién pudo disponer de los terrenos de Palermo en 1872. El presidente Domingo Faustino Sarmiento pensó en seguir el modelo de Santiago de Chile y transformar el lugar en una Quinta Normal donde se experimentara con los cultivos y se lograra la difusión del conocimiento, y mediante la ley 658 ordenó la creación del parque Tres de febrero, el 25 de junio de 1874. Su nombre conmemora la fecha de la derrota de Rosas en la Batalla de Caseros y fue propuesto por Vicente Fidel López.
Inmediatamente se realizó un concurso de propuestas para el diseño del parque, en el cual se eligió ganador el proyecto de los suizos Methfessel y Börmel, pero no se concretó por sus costos elevados. Mientras tanto, el Ingeniero Jordan Wysocki, encargado del parque, fue realizando tareas de forestación de obras generales con el visto bueno de Sarmiento. En 1875, el belga Jules Dormal asumió como ingeniero del parque y se encargó de diseñar y construir los Portones de Palermo, que marcaban la entrada al parque, en la intersección de la avenida de las Palmeras (hoy avenida Sarmiento) y la calle Chavango (hoy avenida Las Heras), donde ahora está la plaza Italia. Eran tres amplias portadas sobre la calzada flanqueadas por arcos de medio punto con remates barrocos. Fueron un punto de referencia importante mientras existieron. Jules Dormal trazó además la mencionada avenida de las Palmeras, acceso principal al complejo, y dirigió las obras.
Cuando en 1874 Nicolás Avellaneda sucedió en la presidencia a Sarmiento nombró a éste presidente de la comisión que tenía a su cargo las obras del parque: la parquización, el trazado de las calles, la formación de los lagos y la creación de un jardín zoológico y de un jardín botánico. Sarmiento rápidamente comenzó los trabajos en el parque a fin de convertirlo en un lugar con árboles similares a los existentes en América y Europa.
El primer sector del parque (delimitado por las avenidas Libertador, Sarmiento y Casares y que llegaba hasta la costa del Río de la Plata) fue inaugurado el 11 de noviembre de 1875 con la participación en los festejos de 35000 personas y 1500 carruajes. Avellaneda plantó simbólicamente una magnolia grandiflora que aún susbsiste en la esquina de las avenida Berro y Casares. El presidente manifestó en el discurso inaugural que:

(...) El viejo y rústico Palermo es, desde hoy, el parque 3 de Febrero y ostentará pronto en sus fuentes de aguas surgentes, en sus estatuas, en sus calles rectas o curvas, en sus bosques artísticamente formados, para dar sombra y luz al paisaje, cuanto las artes, el buen gusto y el sentimiento de lo bello que ofrecen los parques de Santiago de Chile, de Nueva York, de París y de Londres, como un encanto a la imaginación o un llamamiento a los sentimientos más elevados del hombre.

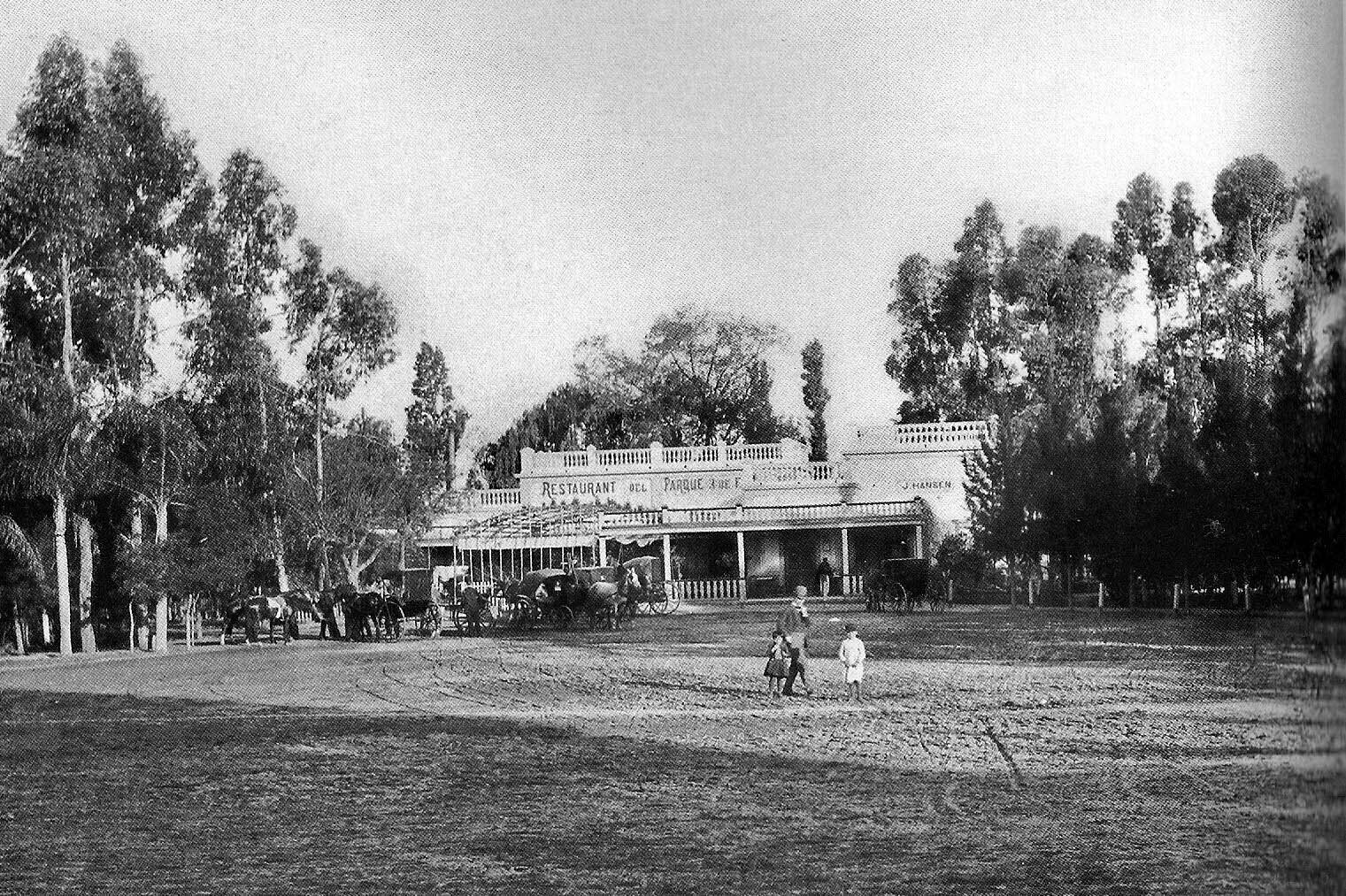
Café de Hansen hacia 1895

En 1875 la Sociedad Hipódromo Argentino obtuvo la concesión de terrenos y en menos de un año tuvo lista una pista de 1600 m y tribunas con capacidad para mil seiscientas personas además de un servicio de restaurante. En 1885 el Jockey Club arrendó las instalaciones y extendió el recorrido de la pista a 2200 m y construyó una pista recta de 1200 m. El primer edificio fue reemplazado en 1908 por otro de piedra y cemento.
En 1878 se realizó la tercera exposición de la Sociedad Rural Argentina, en el predio que hoy se llama La Rural. En 1890 se instaló, en dos pabellones sobre la calle Santa Fe (arrendados a la Rural), el "Conservatorio Nacional de Vacuna", donde se producía la vacuna contra la viruela.
En mayo de 1877, el inmigrante alemán Juan Hansen solicitó por carta a la Comisión del Parque 3 de febrero el arriendo de una casa ya existente que se encontraba situada frente a donde hoy se halla el Planetario de Buenos Aires, o sea, en la esquina este de la actual avenida Figueroa Alcorta y avenida Sarmiento para utilizarla como restaurante. El lugar, que se conoció como el Café de Hansen, es considerado por muchos como una de las cunas del tango. La construcción fue demolida en 1912.

### Obras del Intendente Alvear

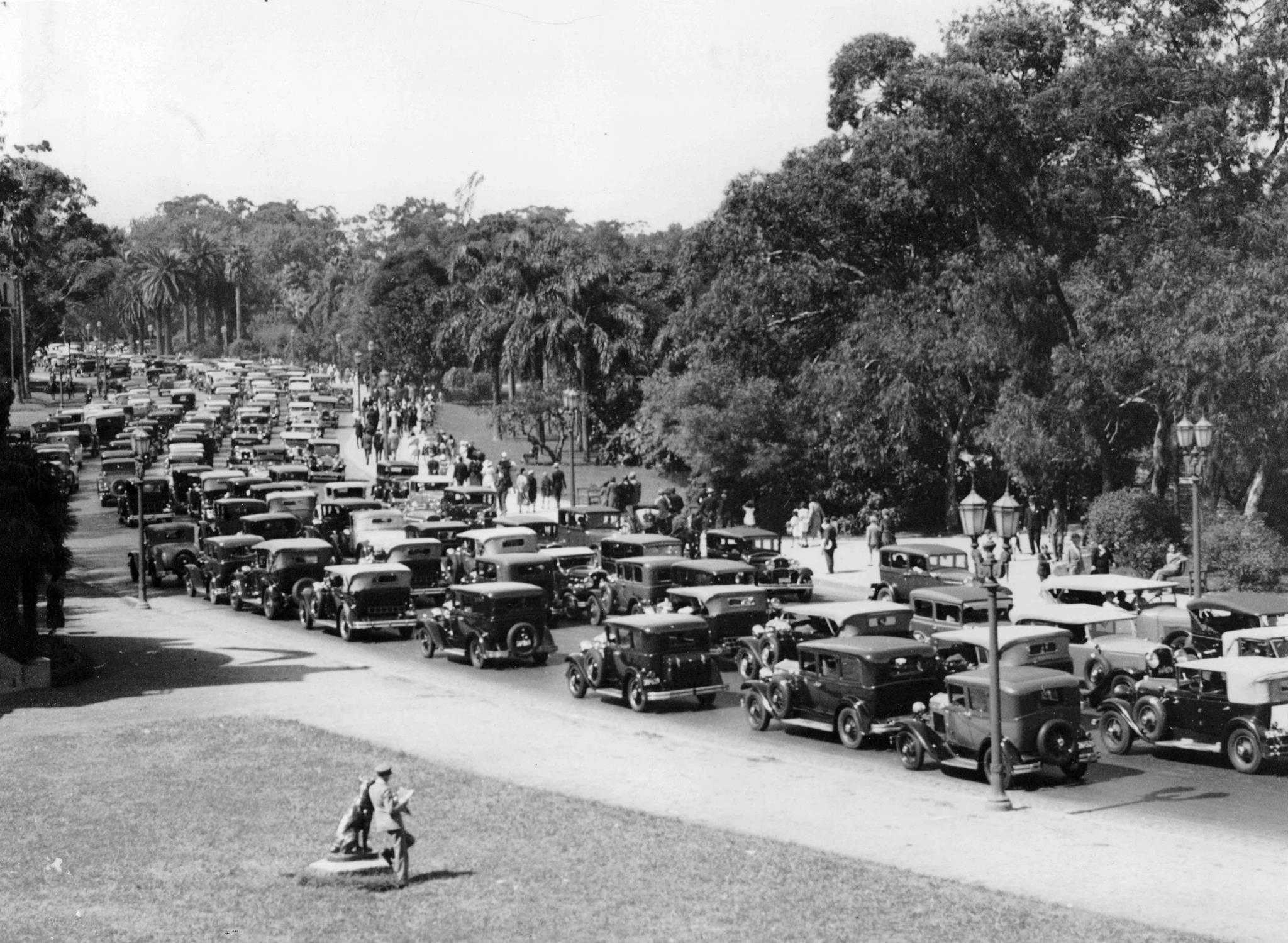
El parque Tres de febrero un domingo hacia los años 1930.

El camino al parque fue abandonado con el tiempo y casi no podía transitarse hasta que durante la intendencia de Torcuato de Alvear (1883-1887) la zona fue recobrando esplendor. Se construyó una avenida empedrada desde el Caserón de Rosas hasta la entrada al parque con adoquines extraídos en la isla Martín García mediante el trabajo de indígenas sometidos durante la Conquista del Desierto. En 1883 se colocaron palmeras a ambos lados de la actual Avenida Sarmiento, según lo planeado diez años antes por Sarmiento, y se la llamó "de las Palmeras", reemplazando a los ombúes de la época de Rosas. Pero estas palmeras se marchitaron rápidamente mostrando en su punta unos marchitos penachos, por lo que el ingenio popular le dio el apodo a la avenida de "Avenida de las Escobas".
Posteriormente, en 1888, los terrenos pasaron a la Municipalidad de Buenos Aires, creada luego de la Federalización de Buenos Aires. Ese mismo año avanzó el proyecto de separar al Jardín Zoológico de Buenos Aires en el predio que ocupará hasta su desaparición.

### La influencia deCharles Thays
En 1891 y hasta 1914, el paisajista francés Charles Thays -luego de un concurso público de antecedentes y propuestas- asumió como director de Paseos y Jardines de la Municipalidad.
Thays inauguró en su primer año de gestión el Jardín Botánico de Buenos Aires. Para delinear el Jardín Botánico pidió que se anexaran al parque los terrenos entre las avenidas Santa Fe y Las Heras que eran ocupados por el Departamento Nacional de Agricultura. 
En 1894 una ley del Congreso habilitó las reformas para toda el área del Parque Tres de febrero y Thays fue el encargado de diseñar las sucesivas y exitosas expansiones del parque hacia el norte durante las siguientes décadas. 
En 1897 bregó por la desaparición definitiva del Caserón de Rosas, que todavía subsistía albergando a la Escuela Naval Militar. En 1899 el municipio decidió dar curso a esto, y fue demolido en la noche del 2 al 3 de febrero de ese año, buscando con la elección de esta fecha un acto de fuerte simbolismo histórico. En el lugar fue instalado el 25 de mayo de 1900 el monumento a Sarmiento, obra de Auguste Rodin y más adelante, en la intersección de las actuales avenidas Libertador y Sarmiento, el Monumento a La Carta Magna y las Cuatro Regiones Argentinas, más conocido como "de los españoles". 
Los terrenos que se extendían desde el arroyo Maldonado hasta la calle La Pampa fueron anexados al parque. Como la circulación de los ferrocarriles se veía perjudicada por las frecuentes inundaciones, Thays diseñó el actual Lago de Regatas y utilizó la tierra extraída para terraplenar las vías del ferrocarril modificando su trazado, y lograr así un límite de contención entre el parque y el río. Las vías que cruzaban el parque comenzaron a hacerlo en forma elevada, lo que creó el "Viaducto Retiro", con sus arcos de ladrillos que hasta el día de hoy caracterízan la zona. Al lago se le sumaron las avenidas, las plantaciones de bosque, jarrones decorativos, faroles, glorietas, estatuas y demás ornamentos.
En 1904 se inauguró el Monumento a Garibaldi en una rotonda que dio origen a la plaza Italia unos meses más tarde y que Thays reformó en 1912, dándole mayor jerarquía. Se cree que fue en 1917 cuando el intendente Joaquín Llambías ordenó la demolición de los Portones de Palermo, para facilitar el tránsito (hay quienes creen que fue en 1909).
Para delimitar la zona del Parque, Thays proyectó en 1908 la actual avenida Figueroa Alcorta sobre la traza que antes ocupaban las vías del Ferrocarril del Norte de Buenos Aires. Con la sanción en 1911 de la ordenanza de formación de Barrios Parques, también proyectó la urbanización de Palermo Chico, el barrio Parque o barrio Rufino de Elzalde.

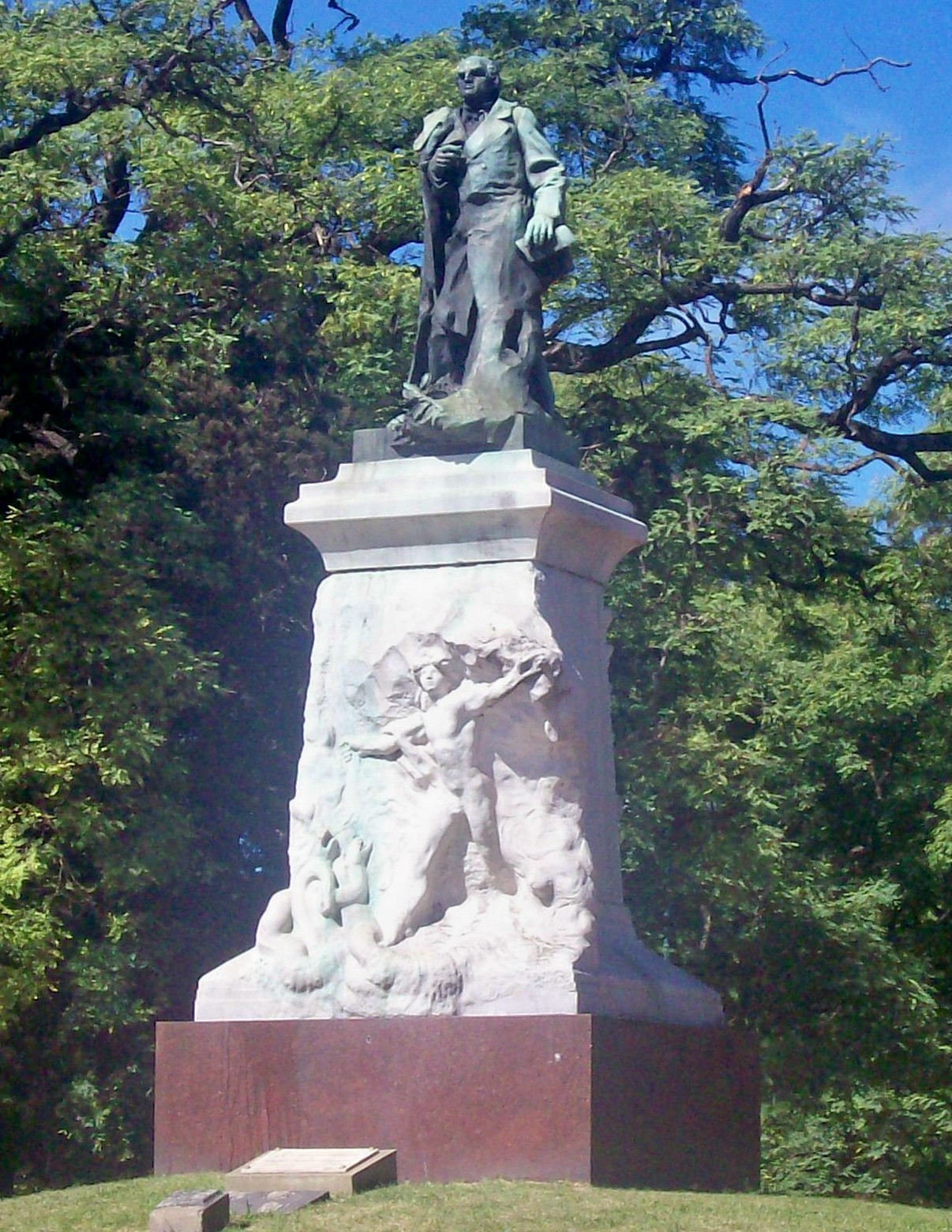
Monumento a Sarmiento, obra de Auguste Rodin.

El arroyo Maldonado producía grandes daños en su recorrido los días de crecida y sudestada, por lo que se decidió entubarlo y a partir de 1929 se comenzaron las obras para tal fin, que cumlinaron más de veinte años después.
En cuanto al edificio de la Maestranza que estaba en la esquina opuesta al Caserón, fue demolido en 1924 y en su lugar, en 1999, se inauguró el Monumento a Rosas. El complejo del parque Tres de febrero se finalizó en 1933, en que quedó con la superficie que mantiene en la actualidad.

## Descripción

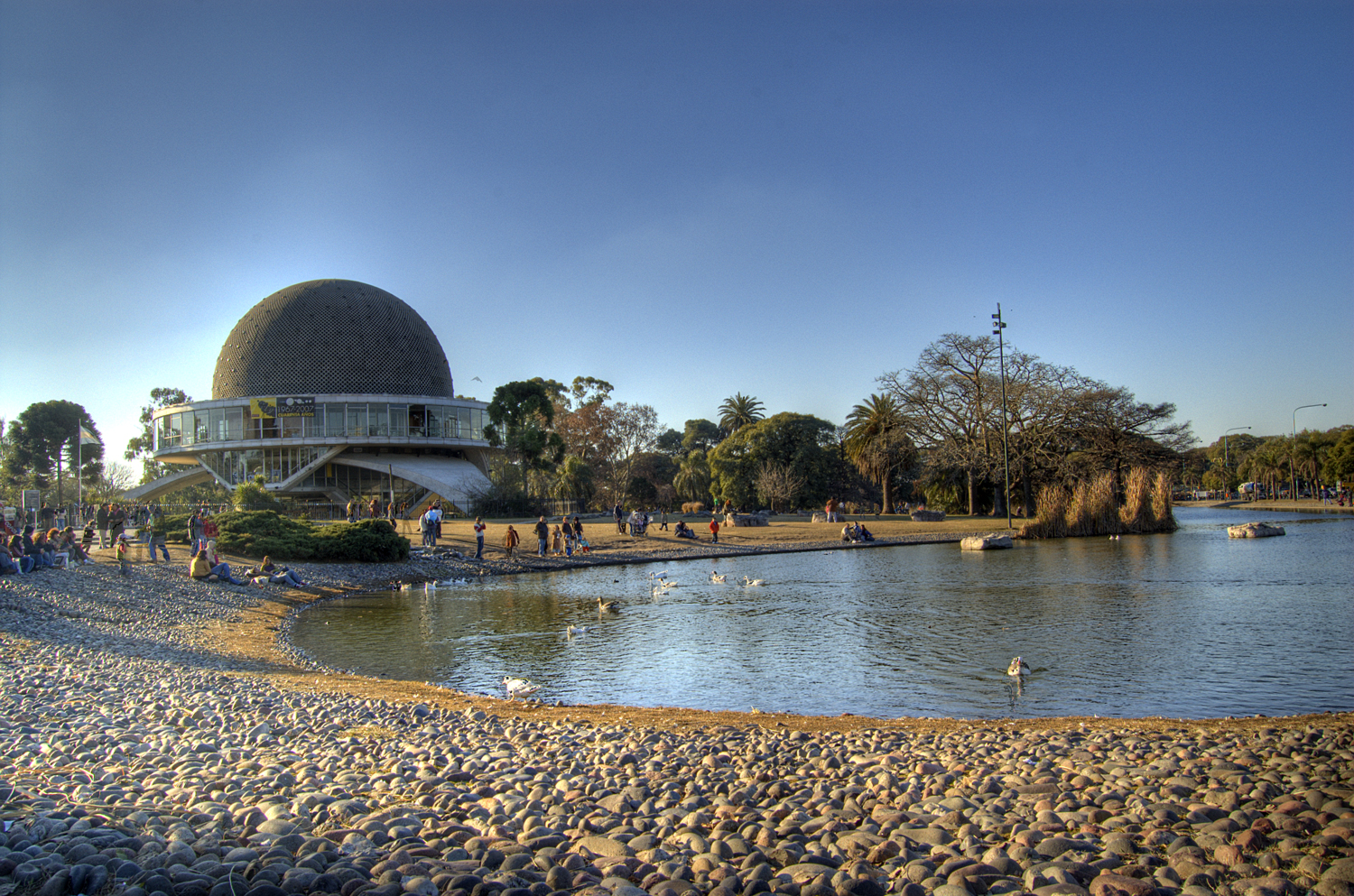
Planetario Galileo Galilei.

El parque es recorrido por un buen número de personas que, día a día, ya sea a pie o en bicicleta, surcan sus caminos y bosques. La afluencia se incrementa notablemente en los fines de semana. También se pueden realizar paseos en bote por los tres lagos artificiales que existen en la zona. Pese a estar en el corazón de la ciudad, es uno de los mejores lugares para observar aves dentro de Buenos Aires, con más de 170 especies registradas, incluyendo una gran variedad de rapaces, garzas, loros, carpinteros y paseriformes. Algunas especies muy raras para la ciudad, como la aninga o el ñacurutú, han nidificado exitosamente en el predio.
Uno de los parques más conocidos es el llamado "El Rosedal" el cual posee un puente blanco. Una vez cruzado este puente se pueden ver los rosales que dan nombre al parque. En este parque se desarrollan muchas actividades lúdicas el día del estudiante (el 21 de septiembre) al igual que en los otros parques que componen la zona del parque Tres de febrero. Cerca del Rosedal se encuentra el Museo Sívori, que exhibe obras de arte argentino de los siglos XX y XXI.
Entre los monumentos más importantes se luce el Monumento a William C. Morris realizado en 1964 en homenaje al centenario del nacimiento del destacado filántropo que desarrolló su obra de bien en Palermo.
También se encuentra el Planetario, cuya edificación es muy particular, puesto que se trata de una esfera sostenida por tres arcos. En las proyecciones que se llevan a cabo en su interior se pueden observar los planetas y las estrellas de la galaxia.
También están localizados en esta zona de la ciudad el Jardín Japonés, el Zoológico de Buenos Aires y el Jardín Botánico de Buenos Aires, que terminan en plaza Italia, el centro del barrio de Palermo, con su tradicional avenida Santa Fe; además del Jardín de los Poetas, ubicado allí mismo, donde se pueden encontrar imponentes esculturas de famosos escritores como William Shakespeare, Paul Groussac o Alfonsina Storni, entre otros.